# Lista typów fregat Royal Navy
To lista typów fregat służących w Royal Navy w porządku chronologicznym

## Typy nowoczesnych fregat
- River - 138 okrętów, 1941 - 1944
- Colony - 21 okrętów
- Captains - 78 okrętów
- Loch(inne języki) - 26 okrętów
- Bay(inne języki) - 21 okrętów (przerobiony typ Loch, okręty eskorty przeciwlotniczej)
- Type 15 - 23 okrętów (mocno przebudowane niszczyciele z czasów II wojny światowej)
- Type 16 - 10 okrętów (częściowo przebudowane niszczyciele z czasów II wojny światowej)
- Type 41 "Leopard" - 4 okręty
- Type 61 "Salisbury" - 4 okręty
- Type 12 "Whitby" - 6 okrętów
- Type 12I "Rothesay" - 9 okrętów
- Type 14 "Blackwood" - 12 okrętów
- Type 81 "Tribal" - 7 okrętów
- Type 12M "Leander" - 26 okrętów (podtypy: 8 serii 1, 8 serii 2, 10 serii 3)
- Type 21 "Amazon" - 8 okrętów
- Type 22 - 14 okrętów (podtypy: Broadsword 4, Boxer 6, Cornwall 4)
- Type 23 "Duke" - 16 okrętów

## Typy fregat żaglowych
- Lyme - 28 dział, 1748
- Lowestoff - 28 dział, 1756
- Coventry - 28 dział, 1757
- Minerva - 38 dział, 1780
- Latona - 38 dział, 1781
- 1794 Razees - 44 dział, 1794
- Boadicea - 38 dział, 1797

## Fregaty żaglowe - alfabetycznie
To jest niepełna lista - jeżeli możesz to ją uzupełnij.
- "?" 38 (ex-francuski/holenderski "?", zdobyty 15 sierpnia 1809)
- "Actaeon" - sprzedany w 1766
- "Africaine" 38 dział - zdobyty przez Francję
- "Aigle" (ex-francuski "Aigle", zdobyty w 1782)
- "Amphitrite" 38 dział (1816)
- "Andromache" (1829)
- "Arethusa"
- "Boadicea" 38
- "Bombay" 40 dział (ok.1793) - przemianowany na "Ceylon"
- "Bon-Acquis" (ex-francuski "Bon-Acquis", zdobyty 1757)
- "Boreas" - sprzedany 1770
- "Brilliant" 36 dział
- "Caroline" (ex-francuski "Caroline", zdobyty we wrześniu 1809)
- "Constant Warwick" 26 dział (około 1646)
- "Cornwallis" 56 dział (około 1800) - przemianowany na "Akbar"
- "Coventry" 28 dział 1757
- "Danae" (ex-francuski "Danae", zdobyty w 1759)
- "Diamond 32 działa (1774)"
- "Diana" (1757) - sprzedany 1793
- "Endymion" 40 dział, zdobył USS "Presidenta".
- "Flora" 42 dział
- "Freya" (ex-duński "Freya", zdobyty 25 lipca 1800)
- "Hastings" 32 dział (1824)
- "Hebe" 40 dział (ex-francuski "Hebe", zdobyty 1782)
- "Hussar" - zdobyty przez Francję w 1762
- "Indefatigable" 44 dział (zbudowany w 1784 jako 64 działowy okręt liniowy, przerobiony (ang. "[razeed]"))
- "Iphigenia" - zdobyty przez Francję
- "Java" 38 dział, zdobyty przez USS "Constitution" w 1813
- "Latona" 38 dział
- "Lutine" przekazany z Francuskiej Marynarki Królewskiej w 1793.
- "Lyme"
- "Madagascar" 46 dział (1822)
- "Melampe" (ex-francuski "Melampe", zdobyty w 1758)
- "Minerva"
- "Nereide" 38 dział, zdobyty w 1797, sprzedany w 1816.
- "Newcastle" 56 dział, wojna w roku 1812
- "Orpheus" 32 dział, (1773)
- "Pallas" 36 dział (1757)
- "Phaeton"
- "Pitt" 36 dział (1805)
- "Pomone" (ex-francuski "Pomone", zdobyty w 1794)
- "Rainbow" 44 działa
- "Resistance" 44 działa - zatopiony 24 lipca 1798
- "Saldanha" rozbity w Lough Swilly, Donegal, 4 września 1811
- "Salsette" 36 dział, (1807)
- "Santa Leocadia" 34 dział (ex-hiszpański "Santa Leocadia", zdobyty w 1781)
- "Santa Margarita" 34 dział (ex-hiszpański "Santa Margarita", zdobyty w 1779)
- "Shannon" - w rezerwie do 1765
- "Shannon" (1806, zniszczony w 1859)
- "Sirius" 36 dział, zniszczony podczas kampanii na Mauritiusie w 1810 roku.
- "Southampton" 32 działa (1757)
- "Thetis"
- "Trent" - sprzedany w 1764
- "Trincomalee" 38 dział (1817) - zachowana w formie okrętu-muzeum w Hartlepool, Wielka Brytania
- HMS "Unicorn"
- "Unicorn" 46 dział, zachowany w Szkocji
- "Venus" (ex-francuski "Venus", zdobyty 17 września 1809)
- "Venus" 36 dział
- Fregaty typu "Inconstant" 3 okręty - ostatnie fregaty żaglowe